# Log On
Log On ist ein Dancehall-Album des jamaikanischen Deejays Elephant Man aus dem Jahr 2001. Das Album ist als CD mit 22 Songs und als LP mit zwölf Songs auf dem Label Greensleeves Records erschienen. Die enthaltenen Songs wurden von verschiedenen Produzenten produziert. In mehreren Tracks singt, bzw. toastet er zusammen mit anderen bekannten Künstlern des Dancehall wie z. B. Buju Banton, Spragga Benz, Ward 21 oder Wayne Marshall. Das Album war in den Billboard-Charts auf Platz 2 in der Kategorie Reggae-Album und auf Platz 32 in der Kategorie Independent-Album.

## Kritik
Das Album steht stark in der Kritik. Vor allem der, auf dem Liquid Riddim basierende, Titelsong "Log On", der einen gleichnamigen Modetanz begleitet. Der Song Log On enthält fast ausschließlich homophobe Textzeilen in denen u. a. zur Verbrennung von Schwulen aufgefordert wird. Im Refrain heißt es wie folgt: 
"Log on, and step pon chi chi man. Log on from yu know seh yu nuh ickie man. Log on and step pon chi chi man. Dance wi a dance and a bun out a freaky man."
(In etwa: „Hake ein und tanz auf der Tunte. Hake ein, wenn du weißt, dass du einen Eiergrabscher siehst. Hake ein und tanz auf der Tunte. Tanz, wir tanzen und brennen aus diesen Freak“.)
2009 wurde das Album von der Bundesprüfstelle wegen Jugendgefährdung indiziert.

## Titelliste

### CD
1. Log On
2. Showdown (feat. Kymani Marley)
3. Jamaica
4. Jamaica Part II
5. Su Wi Tan
6. Warrior Cause
7. They Call Me
8. The Bombing
9. Haters Wanna War
10. Living in Hell (feat. Ricky Rudy)
11. Yuh A War
12. Bad Gal, Bad Man (feat. Ce’Cile)
13. New Application
14. Bring the War
15. Earth Angel (feat. Lukie D)
16. Draw Wi Out
17. Giving Them Peace
18. Hot Girls (The Club) (feat. Wayne Marshall)
19. Blaze It Up
20. Anything-A-Anything (feat. Ward 21)
21. Hot an a Boil
22. X-Rated (feat. Buju Banton)

### LP
A-Seite
1. Log On
2. Showdown (feat. Kymani Marley)
3. Su Wi Tan
4. Jamaica
5. Jamaica Part II
6. Warrior Cause (feat. Spragga Benz)

B-Seite
1. The Bombing
2. Haters Wanna War
3. Earth Angel (feat. Lukie D)
4. Bring the War
5. They Call Me
6. X-Rated (feat. Buju Banton)